# Bougie chauffe-plat
 (octobre 2024).

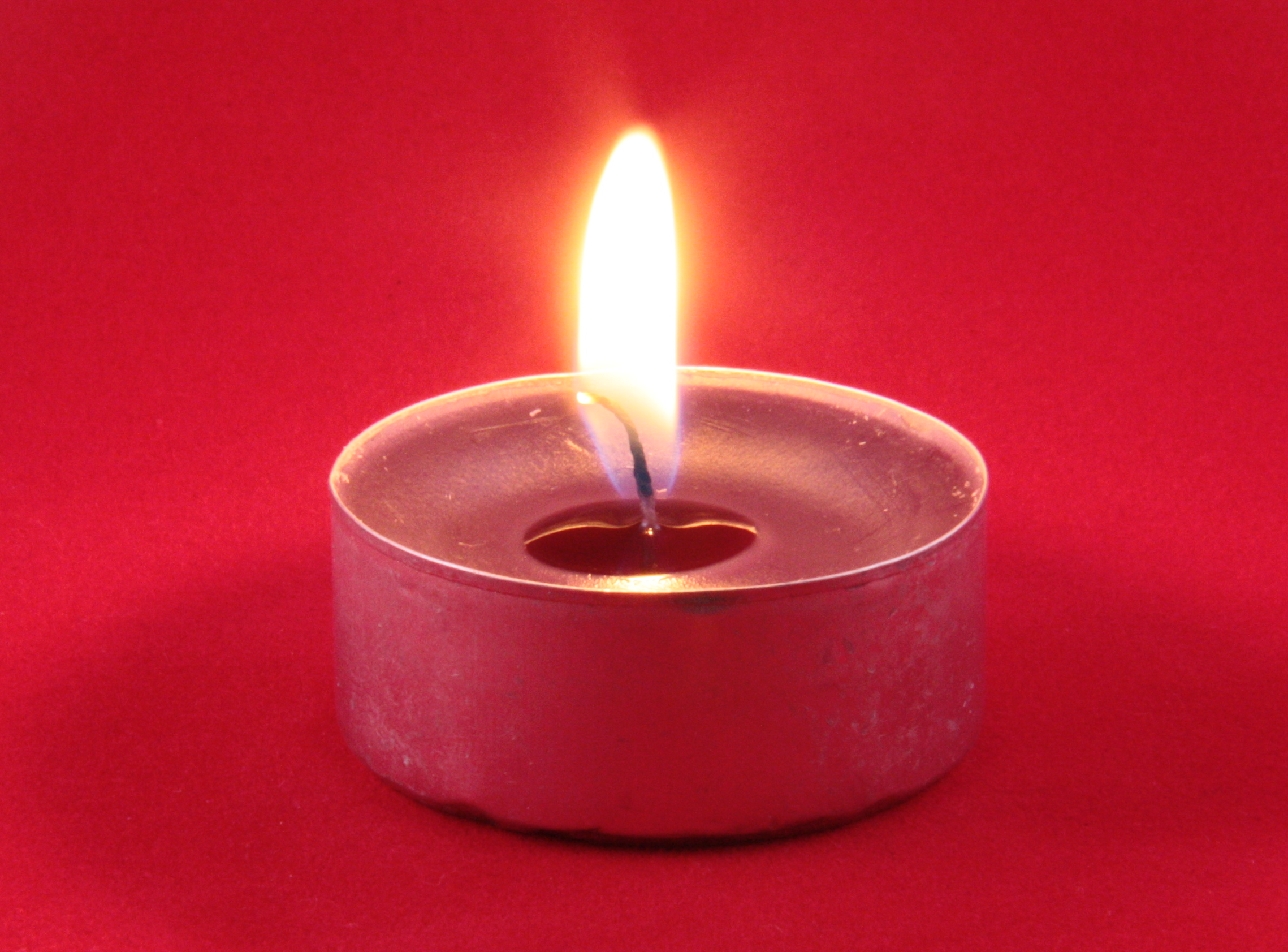
Bougie chauffe-plat tout juste allumée, dont la cire commence à se liquéfier.

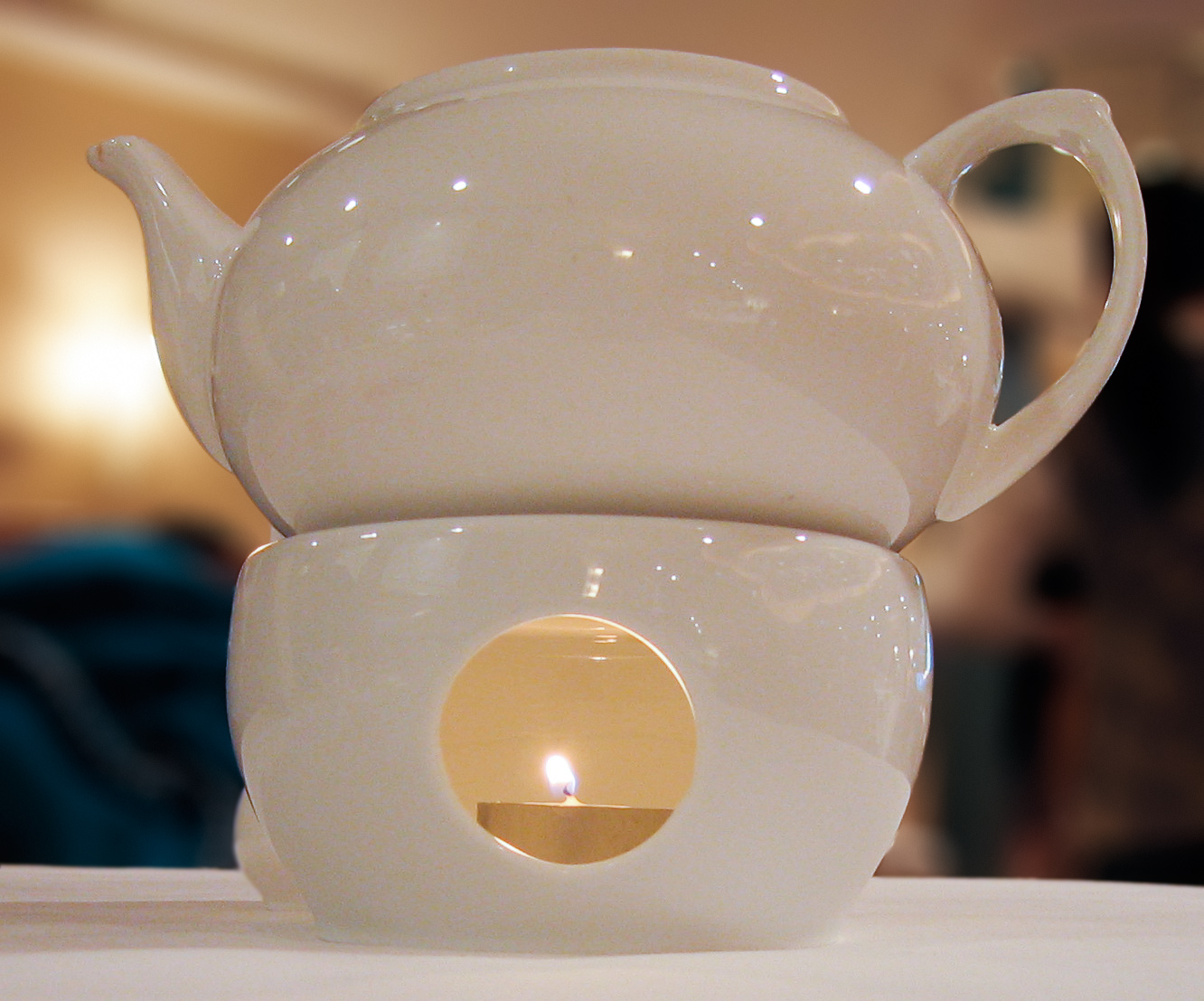
Bougie chauffe-plat réchauffant une théière.

Une bougie chauffe-plat est une bougie dans une fine tasse ou un godet en métal ou en plastique, permettant à la bougie de se liquéfier complètement lorsqu'elle est allumée. Elle est généralement petite, circulaire, plus large que haute, et peu coûteuse. Les bougies chauffe-plat tirent leur nom de leur utilisation comme chauffe-plats. Dans certaines langues comme l'anglais ou l'allemand, leur nom se traduit par « bougie à thé », indiquant spécifiquement leur usage dans le chauffage des théières, mais elles sont également utilisées avec d'autres ustensiles, comme les appareils à fondue[réf. nécessaire].
Les bougies chauffe-plat sont un choix populaire pour les activités romantiques et pour chauffer l’huile parfumée. Par rapport aux bougies coniques, elles ont l'avantage de ne pas couler. Les bougies chauffe-plat peuvent être placées sur l'eau pour un effet décoratif. Plusieurs bougies chauffe-plat sont souvent allumées simultanément, en raison de leur petite taille et de leur faible luminosité. Elles sont également utilisées à des fins religieuses.